# Lizéna

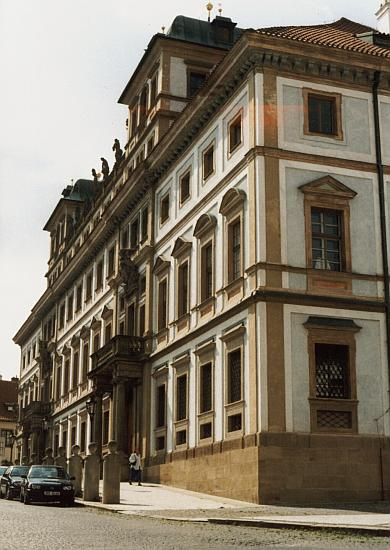
Toskánský palác od J. B. Matheye
v Praze: lizénové rámy jsou bílé, zatímco ostatní architektonické články okrové a základní plocha světle zelenomodrá.

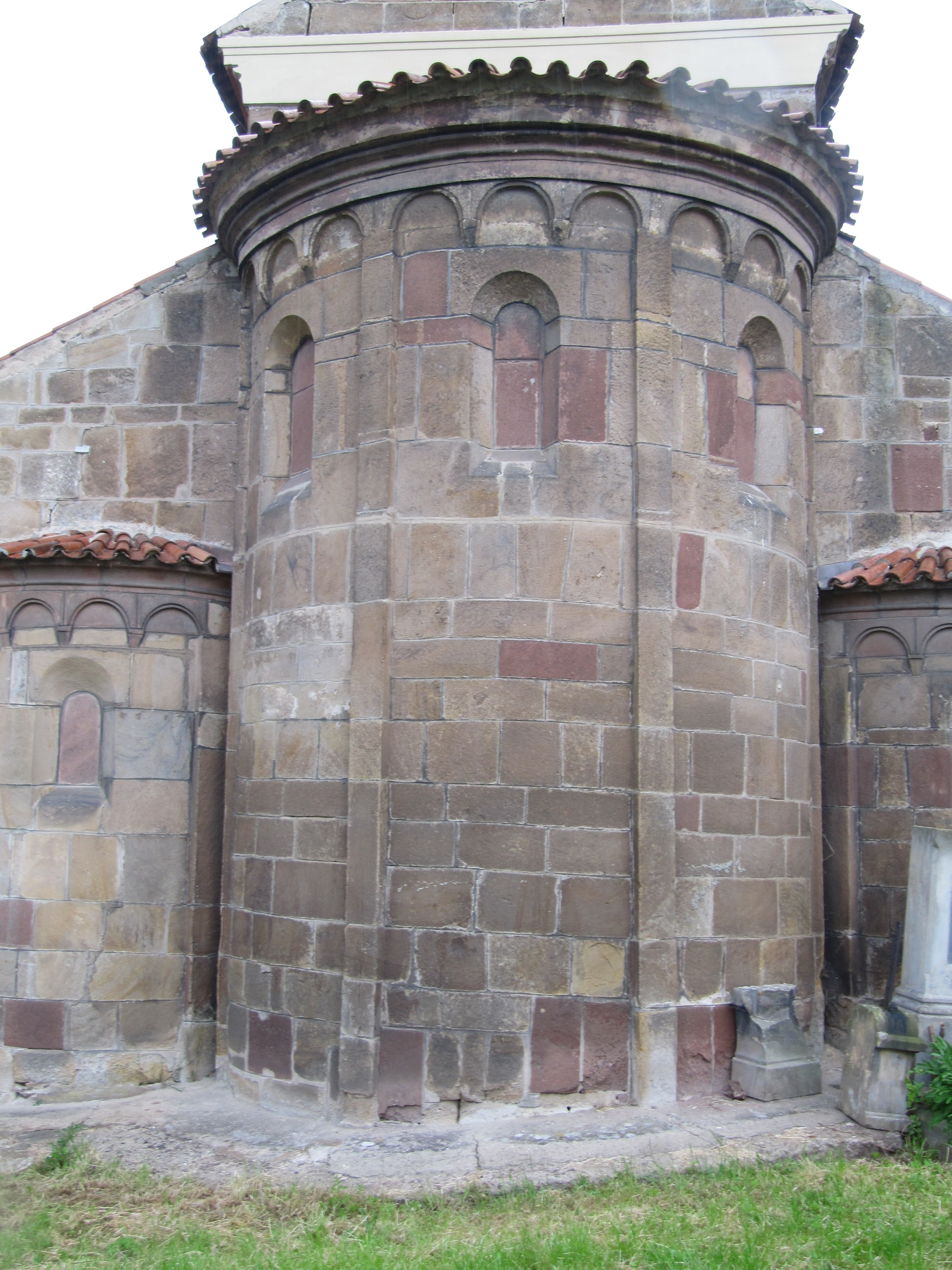
Lizény s obloučkovým vlysem na apsidě románského kostela v Tismicích

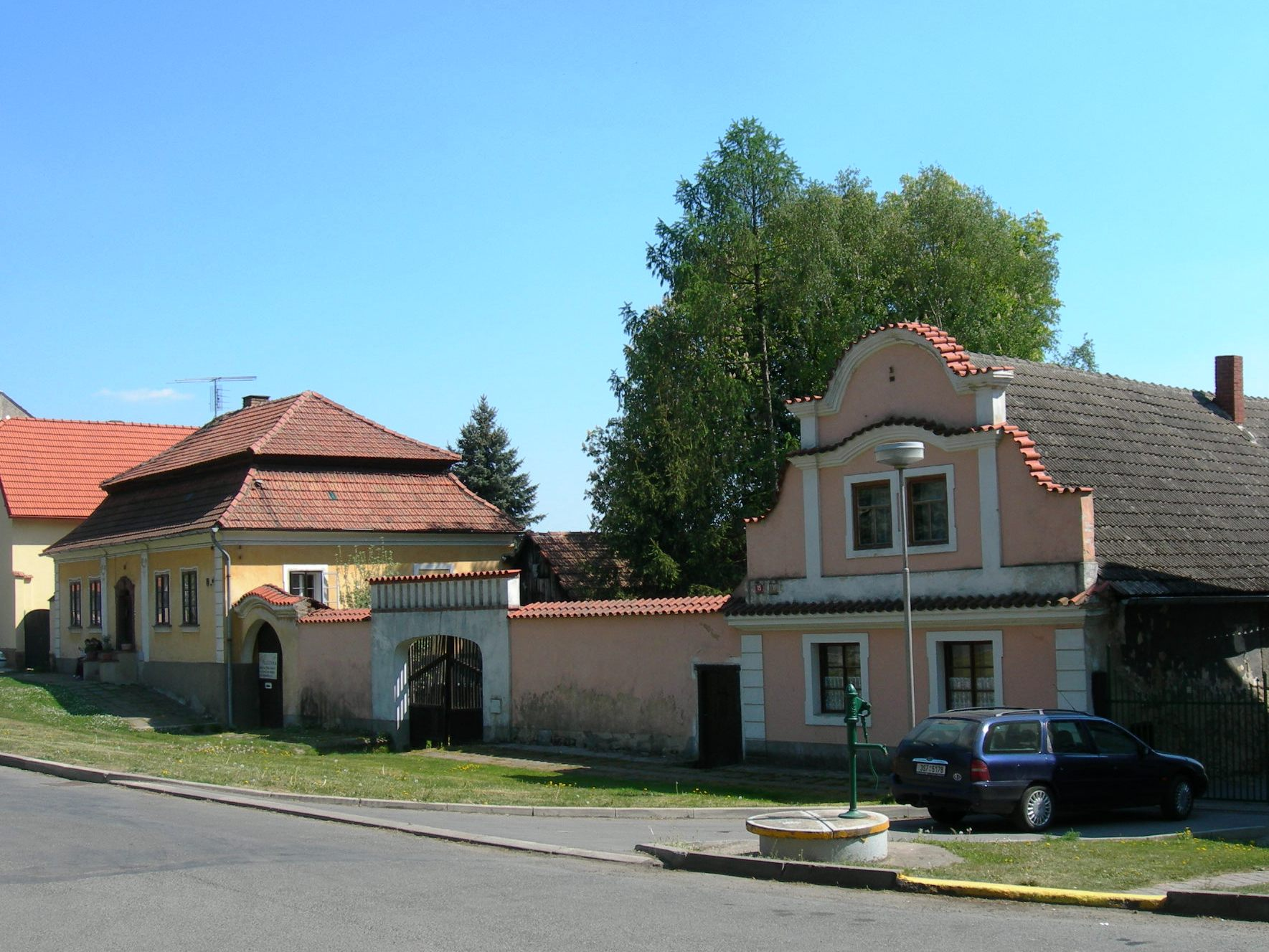
Selská stavení, rohová lizéna je pásovaná (18. stol., Ondřejov)

Lizéna (též lisena, řidčeji lesena, přes němčinu z francouzského lisière „lem, okraj“) je svislý plochý pásovitý architektonický dekorativní článek členící fasádu. Na rozdíl od pilastru nemá hlavici ani patku.
Tvoří-li lizény s obdobnými horizontálními prvky plochý pravoúhlý rastr, zdůrazňující kromě vertikálních také horizontální rozměr stavby, jedná se o tzv. lizénový rám (též rámec).

## Historie
Lizéna vznikla výrazným zjednodušením pilastru. Obdobně i lizénový rám vznikl tvarovou redukcí pilastrů a říms, případně soklů.

## Popis
Lizéna může být vytvořena předstupujícím cihelným či kamenným zdivem, být provedena ve štuku nebo může být pouze malovaná. Lizény byly používány v románské architektuře v kombinaci s obloučkovým vlysem. Hojné bylo také jejich užití v renesanční architektuře. V barokní architektuře je velmi časté užití lizén a lizénových rámů v kombinaci s pilastry a mezipatrovými římsami, přičemž vytvářejí jakousi plastickou mezivrstvu mezi těmito prvky a základní plochou omítky. Lizéna a především lizénové rámy byly oblíbené též v klasicistní architektuře, jsou také součástí tvarosloví zděných staveb lidové architektury, v níž je velmi časté obohacování rohů lizénových rámů konvexním vydutím nebo podobnými již čistě dekorativními prvky.